# Chrysso gounellei
Chrysso gounellei là một loài nhện trong họ Theridiidae.
Loài này thuộc chi Chrysso. Chrysso gounellei được Herbert Walter Levi miêu tả năm 1962.